# Suriyampalayam
Suriyampalayam là một thị xã panchayat của quận Erode thuộc bang Tamil Nadu, Ấn Độ.

## Nhân khẩu
Theo điều tra dân số năm 2001 của Ấn Độ, Suriyampalayam có dân số 21.893 người. Phái nam chiếm 52% tổng số dân và phái nữ chiếm 48%. Suriyampalayam có tỷ lệ 64% biết đọc biết viết, cao hơn tỷ lệ trung bình toàn quốc là 59,5%: tỷ lệ cho phái nam là 74%, và tỷ lệ cho phái nữ là 54%. Tại Suriyampalayam, 11% dân số nhỏ hơn 6 tuổi.